# Certeju de Sus
Certeju de Sus là một xã thuộc hạt Hunedoara, România. Dân số thời điểm năm 2002 là 3472 người.